# Glauconycteris alboguttata
Glauconycteris alboguttata (Allen, 1917) è un pipistrello della famiglia dei Vespertilionidi diffuso nell'Africa centrale.

## Descrizione

### Dimensioni
Pipistrello di piccole dimensioni, con la lunghezza totale tra 93 e 101 mm, la lunghezza dell'avambraccio tra 38 e 42 mm, la lunghezza della coda tra 42 e 46 mm, la lunghezza del piede tra 8 e 9 mm, la lunghezza delle orecchie tra 12 e 14 mm e un peso fino a 9,5 g.

### Aspetto
La pelliccia è soffice. Le parti dorsali sono nero-brunastre, con delle macchie bianche sulle spalle e delle strisce bianche lungo i fianchi, mentre le parti ventrali sono leggermente più chiare. Il muso è corto, largo, piatto, privo di peli e biancastro. Gli occhi sono molto piccoli. Le orecchie sono relativamente piccole, arrotondate, marroni chiare con i bordi più chiari, con un lungo lobo triangolare alla base del margine interno e con l'antitrago semicircolare che si estende attraverso un altro lobo carnoso sul labbro inferiore all'angolo posteriore del muso. Le membrane alari sono bruno-nerastre, con i margini esterni biancastri, l'avambraccio e le dita marroni chiare sopra e bianche sotto. La coda è lunga ed inclusa completamente nell'ampio uropatagio.

## Biologia

### Alimentazione
Si nutre di insetti.

## Distribuzione e habitat
Questa specie è diffusa nel Camerun sud-occidentale e in quattro località della Repubblica Democratica del Congo settentrionale.
Vive nelle foreste umide tropicali di pianura.

## Conservazione
La IUCN Red List, considerato il vasto areale, l'habitat disponibile esteso e la popolazione presumibilmente numerosa, classifica G.alboguttata come specie a rischio minimo (Least Concern)).